# Apostolat de San Feliz

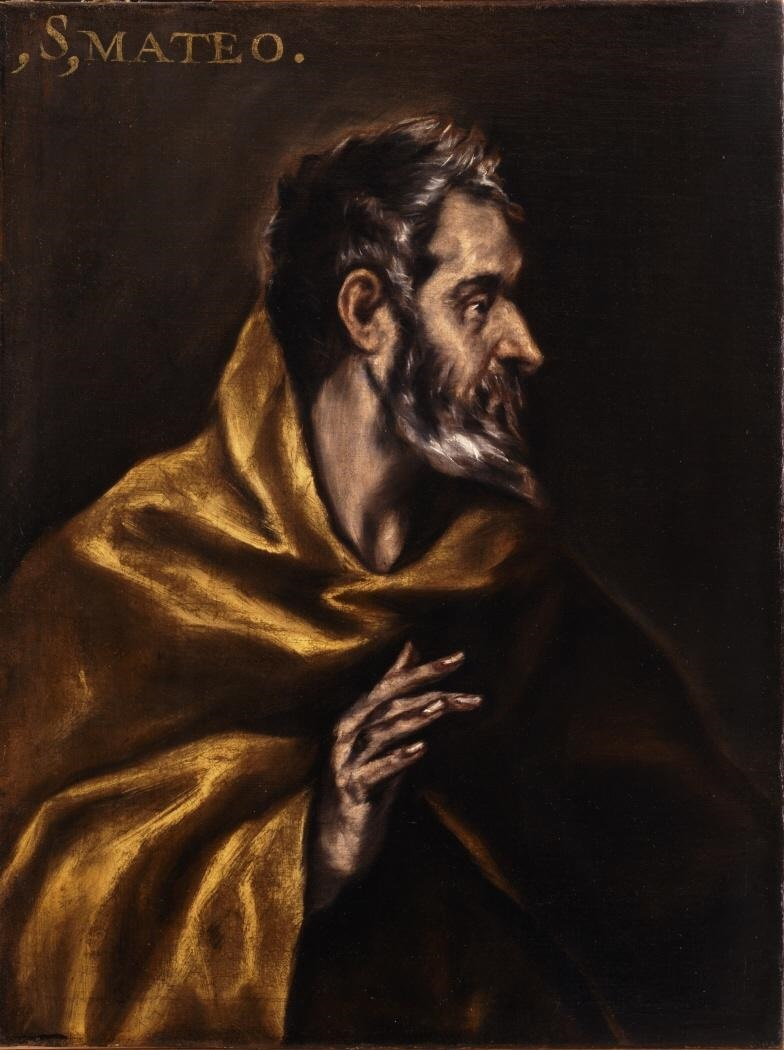
Sant Felip (erròniament Sant Mateu)

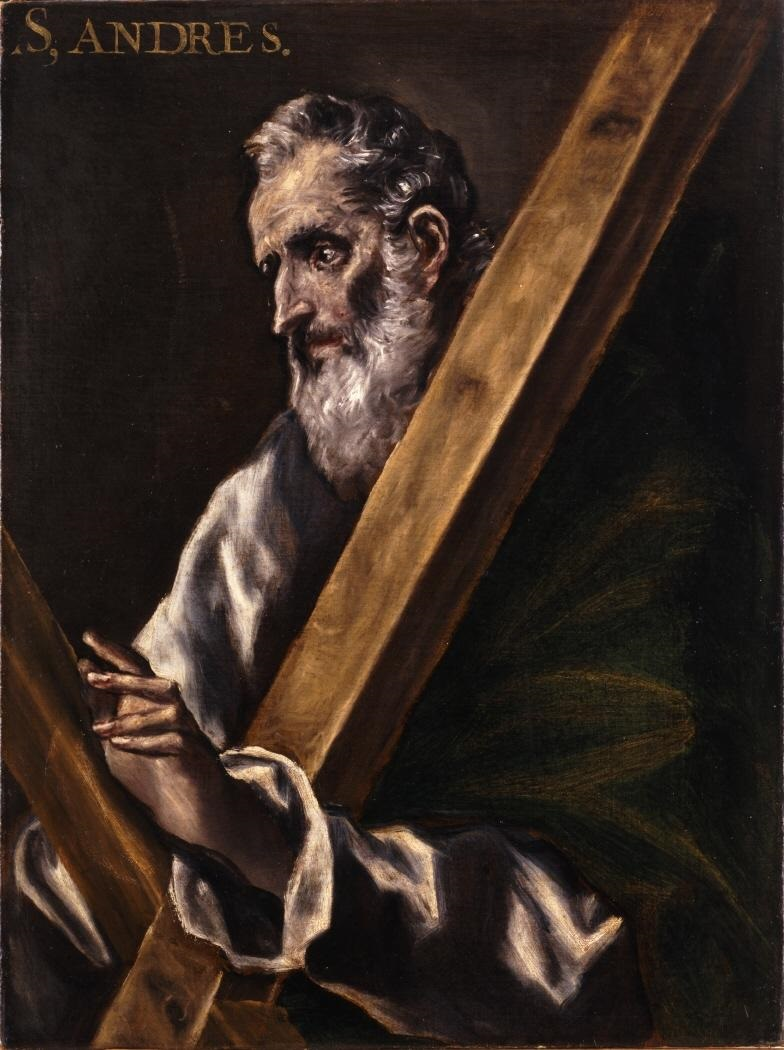
Sant Andreu

L'Apostolat de San Feliz és un dels tres apostolats complets que es conserven d'El Greco, juntament amb el de la Catedral de Toledo i el del Museu del Greco, també a Toledo. Tanmateix, a l'Apostolat de San Feliz, hi manca la imatge de Jesús com a Salvator Mundi, que sí que hi és present en els altres dos apostolats esmentats.

## Els apostolats d'El Greco
A partir de l'any 1600, El Greco i el seu taller van pintar diversos conjunts de llenços representant Jesús com a Salvator Mundi i els seus deixebles. Aquestes sèries es coneixen com a "Apostolats", malgrat que a totes elles es va eliminar a Maties, substituint-lo per Sant Pau apòstol, i en alguns conjunts es va substituir Bartomeu apòstol per Sant Lluc. Crist apareix sempre frontal, en actitud de benedicció. En canvi, en els conjunts que es conserven complets, sis deixebles apareixen mirant cap a la dreta, i sis cap a l'esquerra, la qual cosa suggereix la col·locació en una estança rectangular. Crist ocuparia el mur del fons, i els deixebles es col·locarien en grups de sis en les parets majors laterals.
Dos "apostolats" complets -amb la imatge de Jesús com a Salvator Mundi- es conserven intactes. Un és el de la Catedral de Toledo, i l'altre és el del Museu del Greco, també a Toledo. En ambdós conjunts hi ha certa intervenció del taller, tot i que El Greco va ser l'autor dels dibuixos de les obres i de la major part de l'execució de les pintures. El conjunt de la Catedral de Toledo és considerat el primer d'aquests apostolats, mentre que el del Museu del Greco va restar inacabat a la mort del mestre. L'apostolat del marquès de San Feliz, a Oviedo es conserva intacte, tot i que hi manca la figura del Salvator Mundi, però cal considerar-lo una obra amb col·laboració del taller.

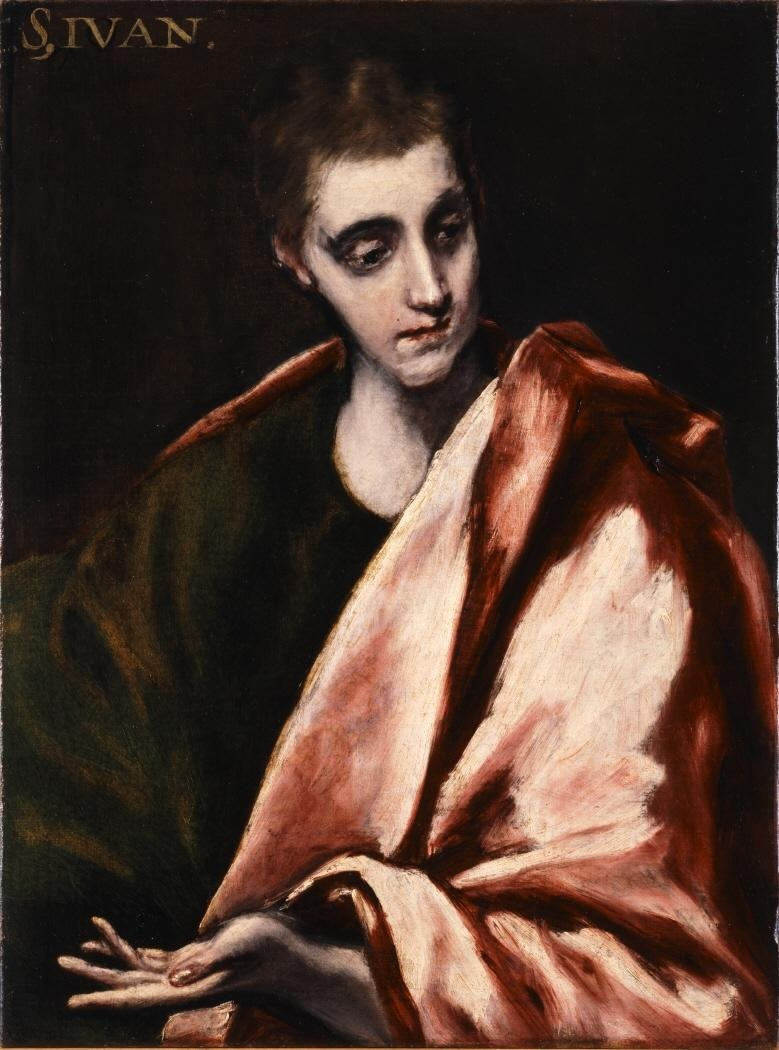
Sant Joan Evangelista

D'altra banda, l'obrador d'El Greco va produir altres apostolats, amb major o menor intervenció del mestre cretenc. L'apostolat d'Almadrones es conserva incomplet i dispers. L'anomenat "Apostolat Henke" es conserva dispers i també cal considerar-lo bàsicament un treball de l'obrador.

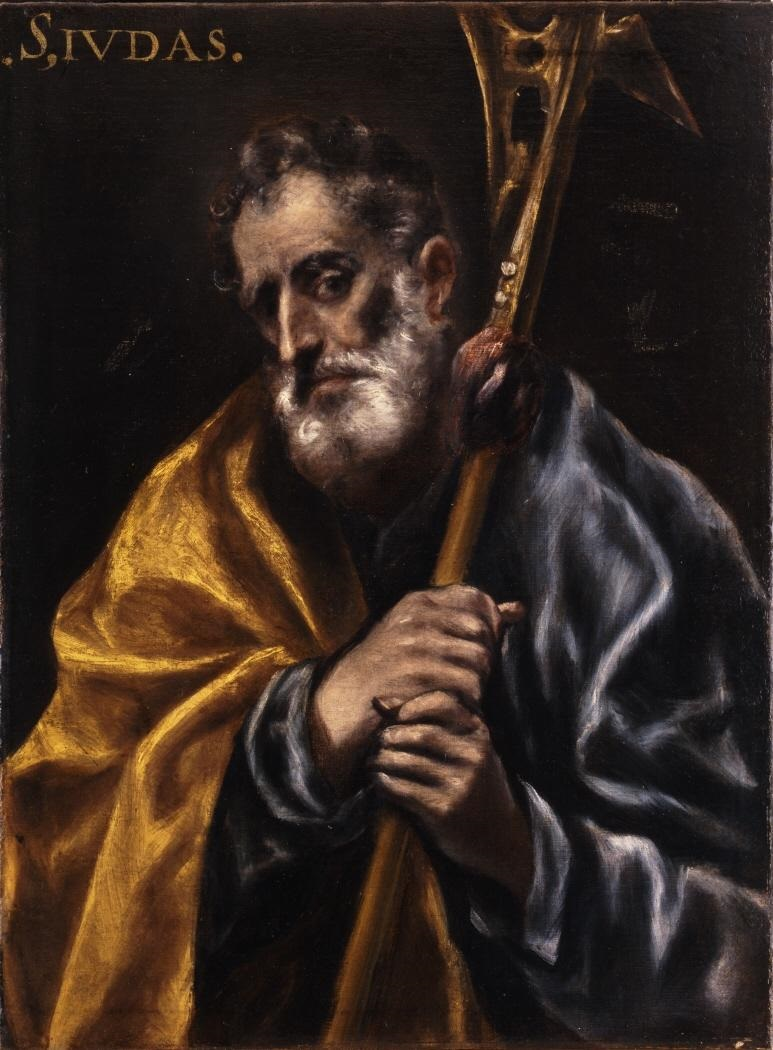
Sant Judes Tadeu

August L. Mayer va intentar reconstruir diversos apostolats incomplets, partint d'obres soltes, però els resultats van ser insatisfactoris, perquè ni les dimensions, ni la tècnica, ni la tipologia d'aquestes obres permetien les reconstitucions. Hi ha referències escrites a altres apostolats, que actualment no es poden identificar amb certitud. Sembla que les obres representant apòstols de mig cos, antigament en el Convento de la Natividad y San José de Madrid, després de diversos canvis de mans, s'inclouen actualment en l'Apostolat Henke.
Segons Josep Gudiol, existeixen llenços dispersos, de mida petita, alguns amb les inicials delta i theta, a manera de signatura. Són obres d'execució ràpida però delicada. Aquest autor anomena aquest conjunt "Apostolat Arteche".

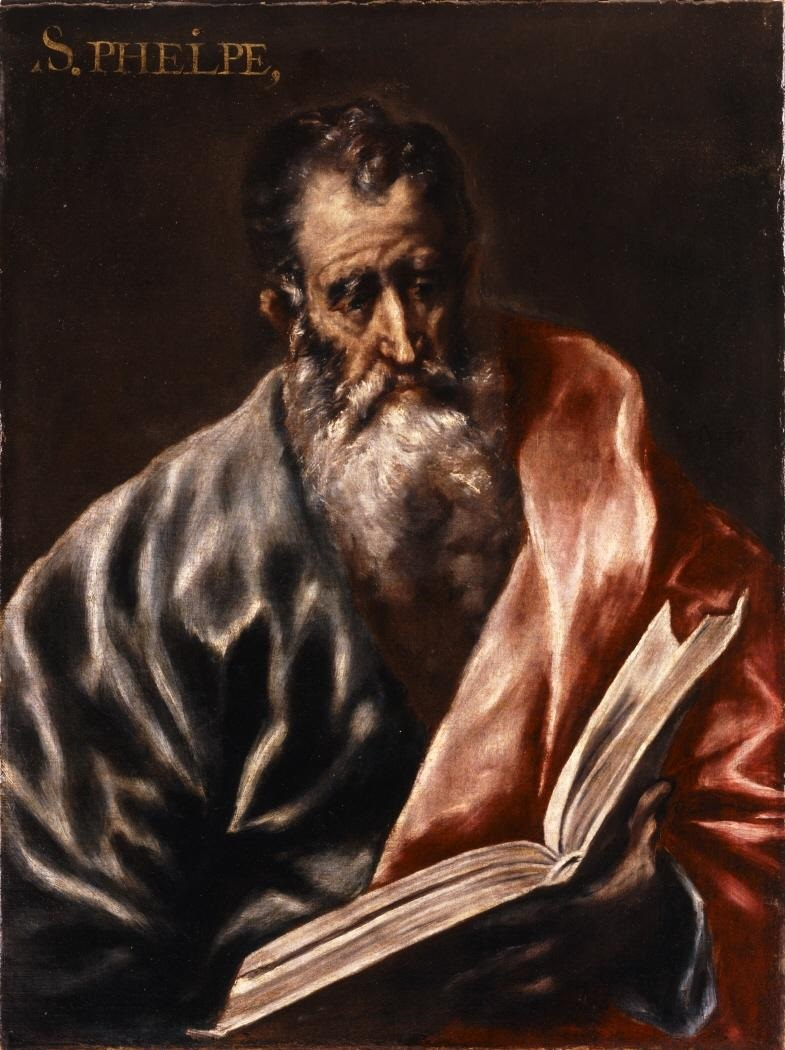
Sant Mateu (erròniament Sant Felip)

## L'Apostolat de San Feliz

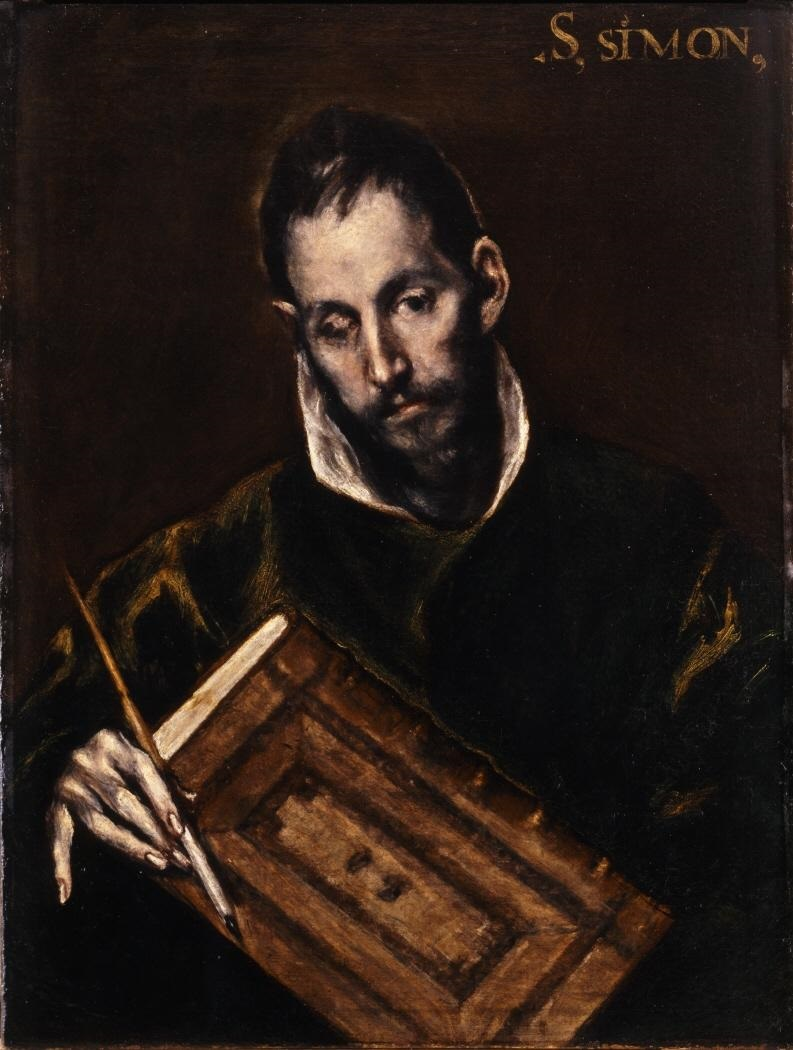
Sant Lluc (erròniament Sant Simó)

En aquest conjunt es mostra la intensitat en la comunicació de les emocions, el domini tècnic, la il·luminació misteriosa i el color viu. Les inscripcions a la part superior de les pintures, amb els noms dels personatges, no són autògrafes del Greco, sinó que van ser col·locades en l'últim terç del segle xviii, amb motiu d'una restauració. Aquestes inscripcions van produir una gran confusió, perquè van servir de base a certs erudits per identificar altres apòstols.
Els personatges apareixen representats de mig cos, com a l'Apostolat d'Almadrones o a les pintures atribuïdes a l'Apostolat Henke. La qualitat dels llenços és molt desigual. Alguns, com "Sant Jaume el Major" o "Sant Simó" són força mediocres, mentre que d'altres, com "Sant Andreu", "Sant Jaume el Menor", "Sant Pau", "Sant Pere" i "Sant Tomàs", tenen un colorit agradable i una tècnica molt millor.

## Composició de l'Apostolat de San Feliz
Aquests llenços estan realitzats amb pintura a l'oli sobre llenç. Mesuren de mitjana 70 x 53 cm; Data de realització circa 1608-1614.

### Sant Andreu apòstol
Catàleg de Wethey: X-207
El segon braç de la Creu es veu a la part inferior esquerra, mentre que manca a la figura de l'Apostolat Henke. Vesteix una túnica blava i una vestimenta verda, i és una de les millors obres d'aquest conjunt.

### Sant Jaume el Major

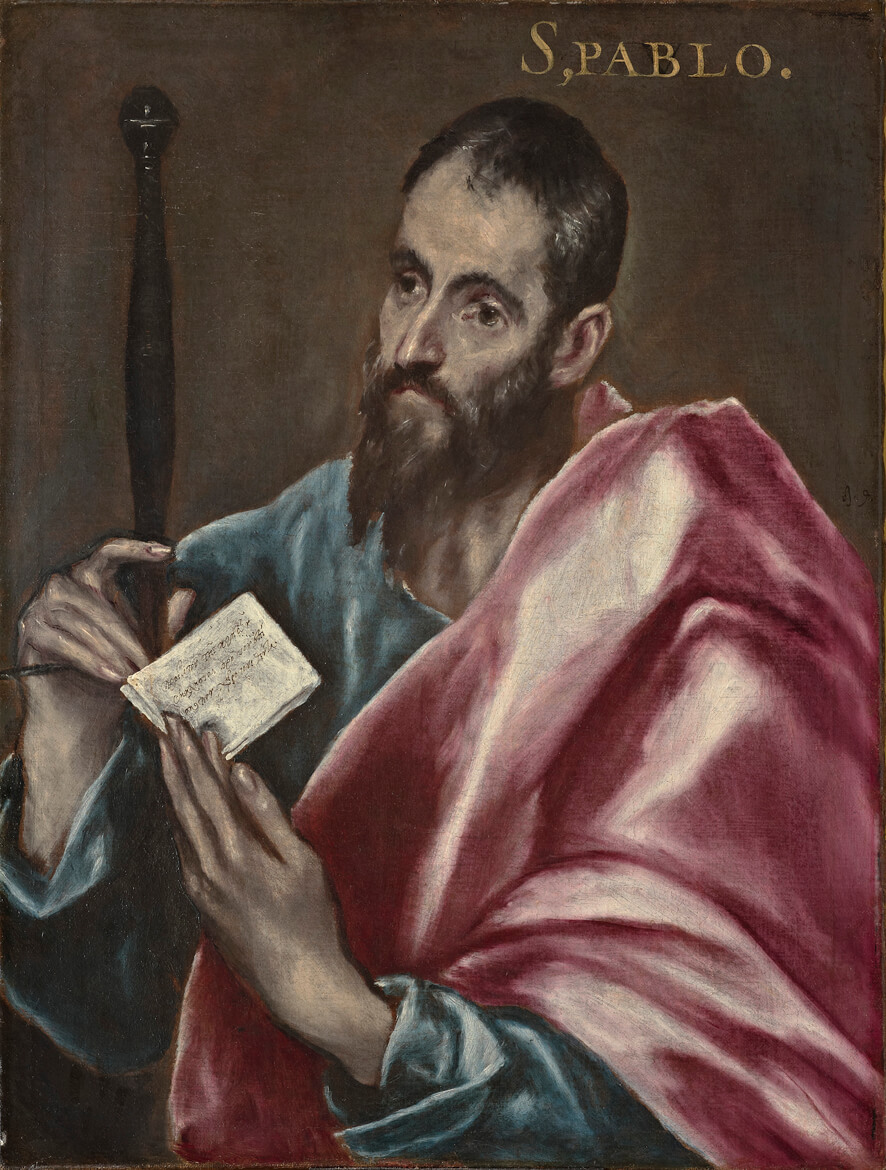
Sant Pau

Catàleg de Wethey: X-208

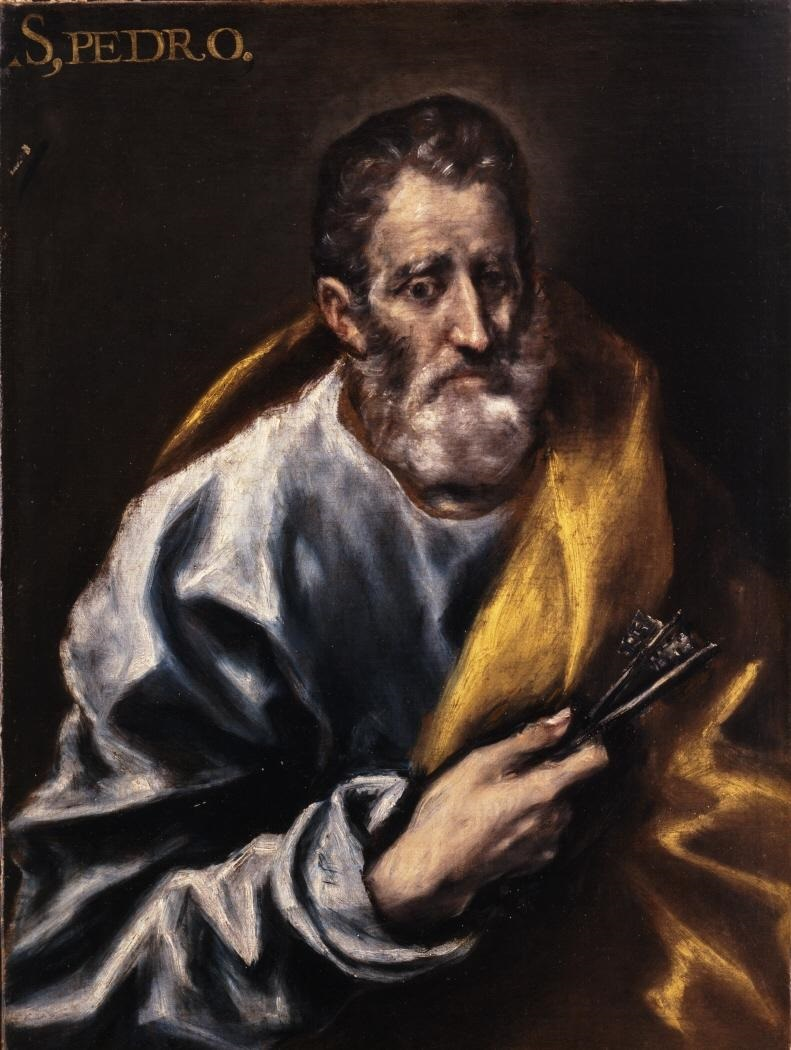
Sant Pere

En el cantó superior dret apareixen les inicials delta i theta. La repetició en aquest cas de la tipologia i de la postura d'aquest sant als apostolats de la Catedral de Toledo, i del Museu del Greco confirma la identificació d'aquesta figura. El cap està pintat de forma molt pesada, diferent de la dels millors llenços d'aquesta sèrie. També vesteix una túnica blava i una vestimenta verda.

### Sant Jaume el Menor
Catàleg de Wethey: X-209
Les inicials delta i theta apareixen a l'esquerra. La iconografia és confusa, perquè aquest sant porta un bastó de pelegrí en la variant del Museu del Greco. Aquesta expressiva figura porta una túnica verda i una vestimenta vermella-amarronada.

### Sant Joan Evangelista
Catàleg de Wethey: X-210
Aquesta fluixa pintura correspon a la mateixa tipologia que la de l'Apostolat d'Almadrones i el de Henke. Sant Joan vesteix una túnica verda i ropatge rosa.

### Sant Judes Tadeu

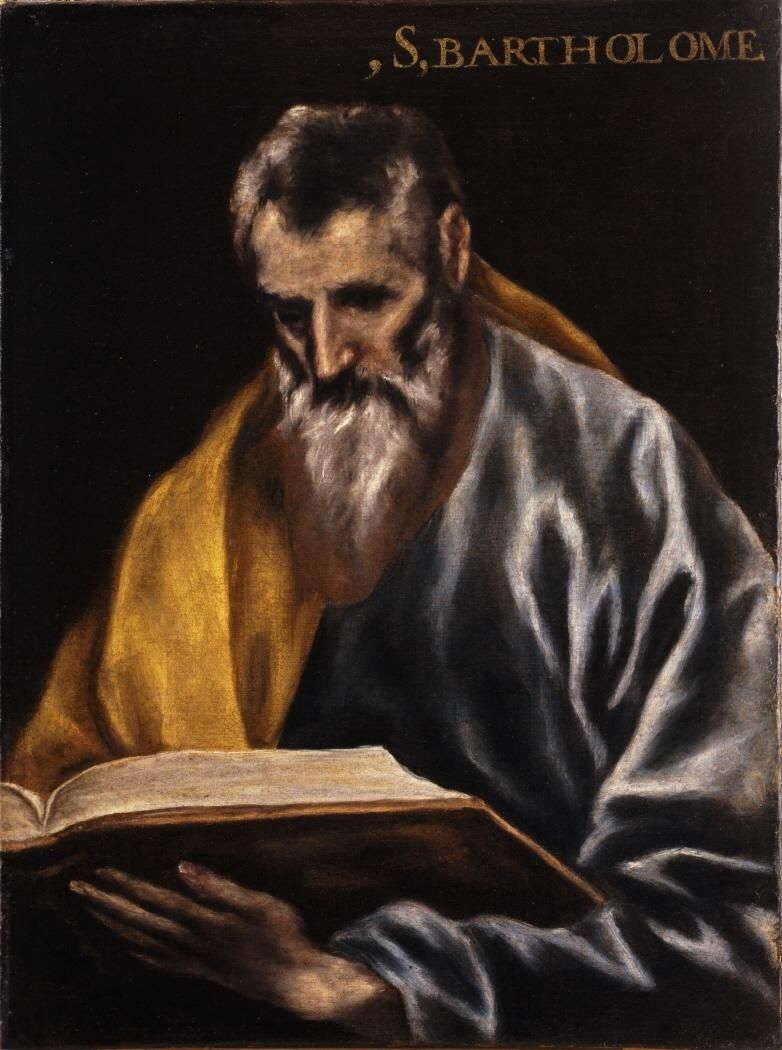
Sant Simó (erròniament Sant Bartomeu)

Catàleg de Wethey: X-211

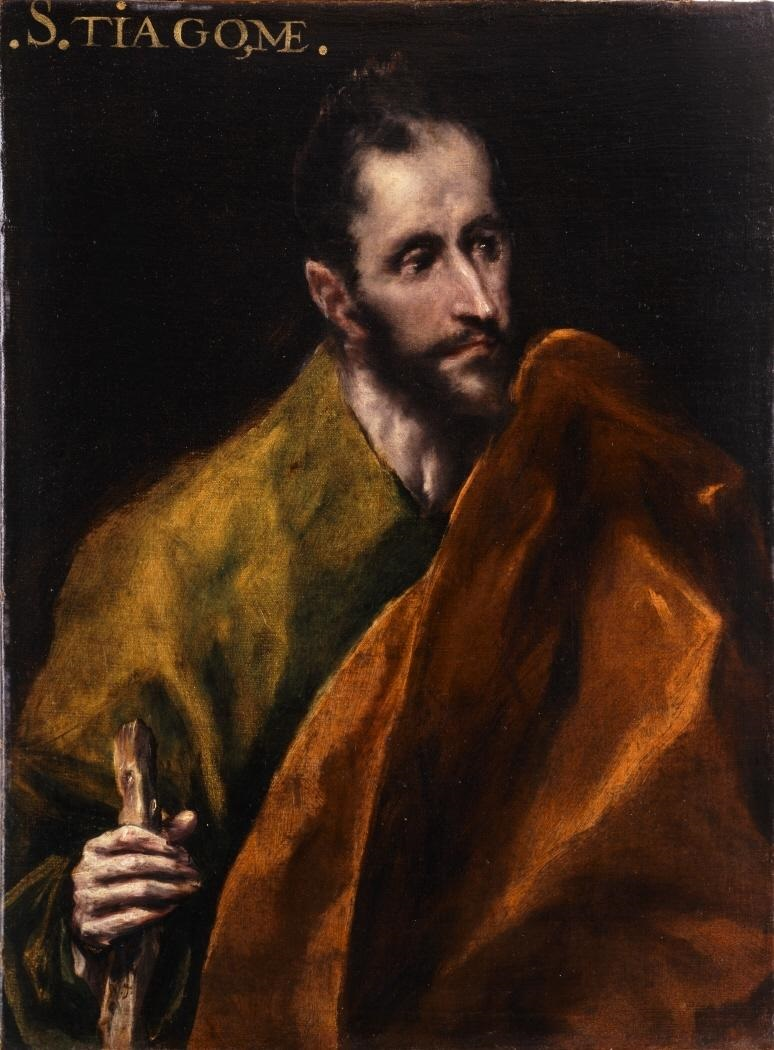
Sant Jaume el Menor

És una pintura mediocre, en la qual el sant vesteix una túnica verda i una vestimenta groga.

### Sant Lluc
Catàleg de Wethey: X-212
Erròniament retolat com a "Sant Simó".
El sant porta un pinzell de pintor i un llibre tancat, mentre que en l'Apostolat de la Catedral de Toledo el llibre està representat obert. La iconografia que el representa amb el llibre tancat es repeteix en un quadre de la Hispanic Society of America, de Nova York. En aquest llenç d'Oviedo, el sant vesteix de verd, i Harold E. Wethey considera que es tracta d'una peça de poca qualitat.

### Sant Mateu
Catàleg de Wethey: X-213
Erròniament retolat com a "Sant Felip".

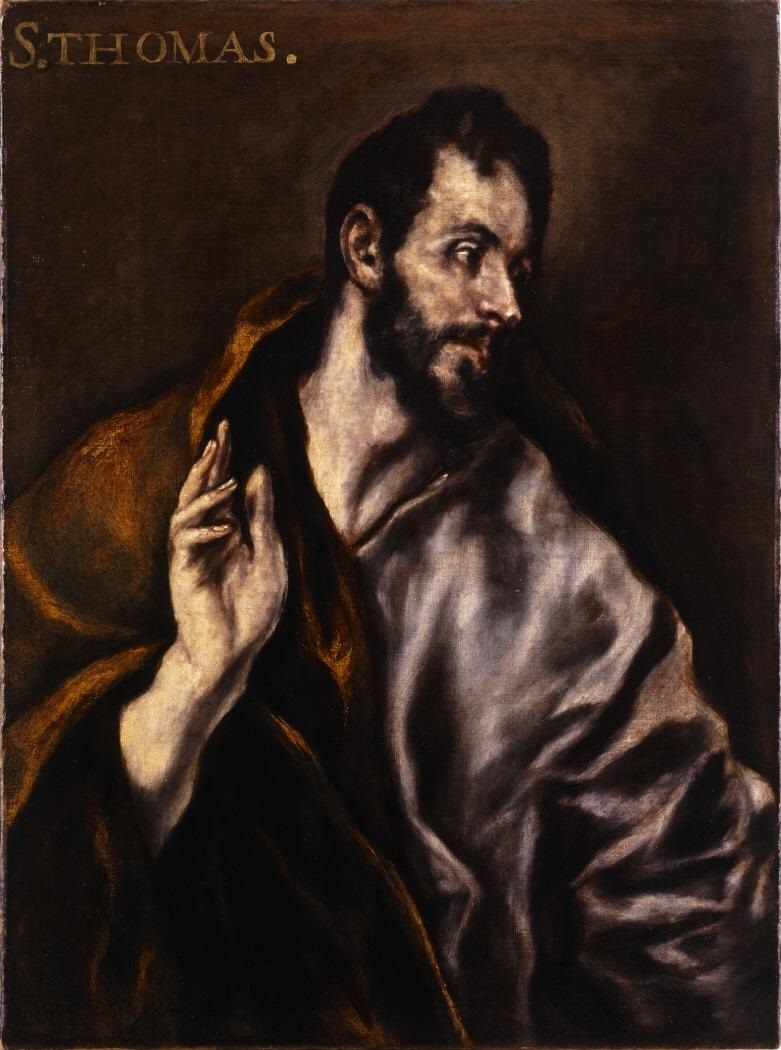
San Tomàs

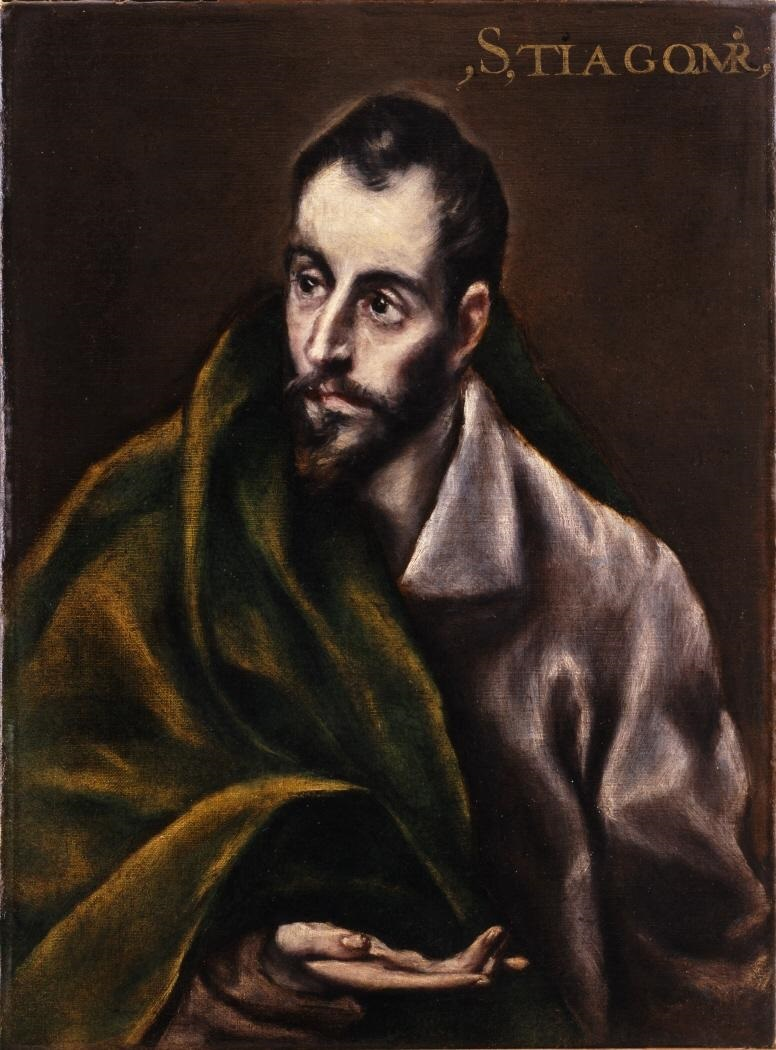
Sant Jaume el Major

El sant vesteix una túnica verda i una vestimenta rosada, i porta un llibre obert a la mà esquerra, iconografia que es repeteix en el conjunt de la Catedral de Toledo, i en el del Museu del Greco. Tanmateix, a aquests dos altres conjunts hi és visible un instrument de tinta o ploma, a la mà dreta del personatge.

### Sant Pau apòstol
Catàleg de Wethey: X-214
Les inicials delta i theta apareixen a l'espatlla dreta, La mateixa inscripció es repeteix al paper que porta el sant a la mà, com al conjunt de la Catedral de Toledo, i en el del Museu del Greco. El sant porta un vestit rosat sobre una túnica blava, com a les altres dues esmentades versions.

### Sant Pere
Catàleg de Wethey: X-215
La qualitat d'aquest llenç és molt millor que la d'altres. El personatge vesteix de groc sobre una túnica blava.

### Sant Felip
Catàleg de Wethey: X-216
Erròniament retolat com a "Sant Mateu".
Les inicials delta i theta apareixen a la part esquerra, vora l'espatlla. La iconografia és idèntica a la del conjunt de la Catedral de Toledo, i a la del Museu del Greco, la qual cosa permet afirmar que el títol del rètol és erroni. Vesteix de groc sobre una túnica groc-amarronada.

### Sant Simó
Catàleg de Wethey: X-217
Erròniament retolat com a "Sant Bartomeu".
La iconografia d'aquesta figura, amb el llibre obert en el cantó esquerre, és la mateixa que la de Sant Simó en tots els Apostolats d'El Greco. El sant vesteix una túnica blava i mantell groc.

### Sant Tomàs
Catàleg de Wethey: X-218
Les inicials delta i theta apareixen a l'espatlla dreta. Tot i que no apareix l'escaire de fuster, la posició i la tipologia segueixen els de la Catedral de Toledo. La vestimenta marró té un petit folre vermell que marca la transició vers la túnica blau-morada.
Les informacions dels dotze llenços que componen aquest apostolat estan disponibles a:

## Procedència
- Segon quart del segle xviii, adquirit per l'asturià D. Juan Eusebio Díaz de Campomanes.
- Monestir benedictí de Monasterio de San Vicente.
- A començaments del segle xix, al monjo d'Atilano González Diego.
- Aquest el llega al monestir de San Pelayo (Oviedo)
- L'any 1906 fou comprat pel Sr. Antonio Sarri i Oller, Marquès de San Feliz.
- L'Apostolat va entrar al Museu de Belles Arts d'Astúries en 2002, com a dipòsit de l'estat espanyol, a través del Museu Nacional d'Escultura.[8]